# Edmund Kizik
Edmund Kizik (ur. 1960) – polski historyk, profesor doktor habilitowany, specjalizujący się w historii kultury nowożytnej Polski i regionu nadbałtyckiego.

## Życiorys
Stopień naukowy doktora uzyskał w 1992 w Uniwersytecie Gdańskim na podstawie rozprawy pt. Mennonici w Gdańsku, Elblągu i na Żuławach Wiślanych w drugiej połowie XVII i w XVIII wieku. Habilitował się w 1998 na tej samej uczelni na podstawie dorobku naukowego oraz pracy pt. Śmierć w mieście hanzeatyckim w XVI-XVIII wieku. W 2005 prezydent RP nadał mu tytuł naukowy profesora nauk humanistycznych.
Jest członkiem Komitetu Nauk Historycznych Polskiej Akademii Nauk. Pełni funkcje kierownika Zakładu Historii Nowożytnej Wydziału Historycznego Uniwersytetu Gdańskiego oraz kierownika Pracowni Historii Gdańska i Dziejów Morskich Polski w Instytucie Historii PAN. Specjalizuje się w społecznej historii kultury Gdańska, Prus Królewskich i regionu hanzeatyckiego od XVI-pocz. XIX w., stosunkach polsko-niemieckich oraz ikonografii historycznej.
W kadencji 2018–2021 przewodniczący rady Muzeum Gdańska. W 2022 ponownie powołany w skład Rady Muzeum Gdańska.
W kadencji 2019–2023 zasiada w Radzie Kultury Gdańskiej.
W 2021 odznaczony Brązowym Krzyżem Zasługi.

## Ważniejsze publikacje
- Mennonici w Gdańsku, Elblągu i na Żuławach Wiślanych w drugiej połowie XVII i w XVIII wieku. Studium z dziejów małej społeczności wyznaniowej (1994)
- Śmierć w mieście hanzeatyckim w XVI-XVIII wieku. Studium z nowożytnej kultury funeralnej (1998)
- Wesele, kilka chrztów i pogrzebów. Uroczystości rodzinne w mieście hanzeatyckim od XVI do XVIII wieku (2001)
- Nicolausa Volckmara "Viertzig Dialogi" 1612. Źródło do badań nad życiem codziennym w dawnym Gdańsku, (2005), (wyd.)
- Sowiźrzał krotochwilny i śmieszny. Krytyczna edycja staropolskiego przekłady Ulenspiegla, (2005), (wyd.,współautor R. Grześkowiak)
- Chronik der Marienkirche in Danzig. Das „Historische Kirchen-Register” von Eberhard Bötticher (1616) / Kronika Kościoła Mariackiego w Gdańsku. „Historisches Kirchen-Register” Eberharda Böttichera (1616), (2013) (wyd., współautor Ch. Herrmann)
- Altes Reich und Alte Republik. Deutsch-polnische Beziehungen und Verflechtungen 1500–1806, (2014), (współautor H.-J. Bömelburg)